# Agence spatiale nationale d'Ukraine
L'Agence spatiale nationale d'Ukraine (en ukrainien : Національне космічне агентство України - NSAU en anglais, НКАУ/NKAU en ukrainien) est l'agence spatiale nationale d'Ukraine, créée en 1992, après l'indépendance de l'Ukraine lors de l'éclatement de l'URSS.
Elle a conçu entre autres un fusil d'assaut, le Vepr.